# Provincia di Carangas
La provincia di Carangas è una delle 16 province del dipartimento di Oruro nella Bolivia occidentale. Il capoluogo è la città di Corque.
Al censimento del 2001 possedeva una popolazione di 10.505 abitanti.

## Geografia antropica

### Suddivisioni amministrative
La provincia è suddivisa in 2 comuni:
- Choquecota
- Corque